# Gynoplistia biangri
Gynoplistia biangri är en tvåvingeart som beskrevs av Günther Theischinger 1993. Gynoplistia biangri ingår i släktet Gynoplistia och familjen småharkrankar. Inga underarter finns listade i Catalogue of Life.